# Gigantor
Gigantor (Гигантор) — американский мультсериал 1964 года, адаптация японского аниме-сериала Tetsujin 28-go. Как и в сериале «Спиди-гонщик», все персонажи были полностью англизированы и получили новые имена. Сериал, как и аниме, был выпущен в чёрно-белом формате. В 1990-х годах вышла раскрашенная версия сериала.
Мультсериал попал в 2001 году на 39 строчку списка 50 лучших аниме всех времён, вышедших в Северной Америке, по версии журнала Wizard.

## Сюжет
Действие происходит в 2000 году. Главный герой, 12-летний мальчик Джимми, управляет огромным роботом Гигантором с помощью пульта дистанционного управления. Невероятно мощный робот сделан из стали, имеет ракетный двигатель и заострённый нос.
Когда-то давно отец Джимми использовал Гигантора как оружие. Но потом робот был перепрограммирован для мирного поведения. Джимми Спаркс и его дядя доктор Боб живут на дальнем острове. Джимми носит всегда шорты и куртку, за спиной висит огнестрельное оружие. Может водить машину.
В течение истории главный герой вместе со своим роботом борется с разными злодеями, которые пытаются украсть или уничтожить Гигантора.

## Имена персонажей
Практически все имена главных персонажей имеют комический характер, так например секретный агент Дик Стронг (Сильный Дик), Доктор Боб Бриллиант, Джимми Спаркс (искры) или весёлый полицейский Инспектор «Блупер», а также враги, такие как «Спайдер»(паук), «Даббл Траббл» (двойная проблема) и «доктор Кетцмяу» (доктор Кот-мяу).
В оригинале все главные персонажи носят японские имена, так например Джимми Спаркса зовут Сётаро Канэда, инспектора Блупер — Инспектор Оцука.

## Список серий
| #  | Название серии                      | Премьерный показ |
| -- | ----------------------------------- | ---------------- |
| 1  | «Struggle at the South Pole»        | 4.03.1964        |
| 2  | «Battle at the Bottom of the World» | 11.03.1964       |
| 3  | «Sting of the Spider»               | 18.03.1964       |
| 4  | «Return of the Spider»              | 25.03.1964       |
| 5  | «Spider's Revenge»                  | TBA              |
| 6  | «The Secret Valley»                 | TBA              |
| 7  | «The Diamond Smugglers»             | TBA              |
| 8  | «Dangerous Doctor Diamond»          | TBA              |
| 9  | «Force of Terror»                   | TBA              |
| 10 | «World in Danger»                   | TBA              |
| 11 | «Badge of Danger»                   | TBA              |
| 12 | «The Smoke Robots»                  | TBA              |
| 13 | «The Freezer Ray»                   | TBA              |
| 14 | «The Magic Multiplier»              | TBA              |
| 15 | «The Submarine Base»                | TBA              |
| 16 | «Treasure Mountain»                 | TBA              |
| 17 | «The Mystery Missile»               | TBA              |
| 18 | «The Giant Cobra»                   | TBA              |
| 19 | «The Great Hunt»                    | TBA              |
| 20 | «The Deadly Web»                    | TBA              |
| 21 | «The Atomic Flame»                  | TBA              |
| 22 | «The Incredible Speed Machine»      | TBA              |
| 23 | «The Monster Magnet»                | TBA              |
| 24 | «Target: Jupiter»                   | TBA              |
| 25 | «Trap at 20 Fathoms»                | TBA              |
| 26 | «Monsters from the Deep»            | TBA              |
| 27 | «Will the Real Gigantor Stand Up?»  | TBA              |
| 28 | «Ten Thousand Gigantors»            | TBA              |
| 29 | «The Plot to Seize Gigantor»        | TBA              |
| 30 | «The Space Submarine»               | TBA              |
| 31 | «Gigantor Who?»                     | TBA              |
| 32 | «The Robot Olympics»                | TBA              |
| 33 | «The Crossbones Caper»              | TBA              |
| 34 | «Ransom at Point X»                 | TBA              |
| 35 | «The Gypsy Spaceship»               | TBA              |
| 36 | «The Space Cats»                    | TBA              |
| 37 | «Return of Magnaman»                | TBA              |
| 38 | «Vanishing Mountain»                | TBA              |
| 39 | «The Insect Monsters»               | TBA              |
| 40 | «The City Smashers»                 | TBA              |
| 41 | «The Robot Firebird»                | TBA              |
| 42 | «Magnaman of Outer Space»           | TBA              |
| 43 | «The Robot Albatross»               | TBA              |
| 44 | «Battle of the Robot Giants»        | TBA              |
| 45 | «The Deadly Sting Rays»             | TBA              |
| 46 | «Gigantor and the Desert Fire»      | TBA              |
| 47 | «The Atomic Whale»                  | TBA              |
| 48 | «The Secret Formula Robbery»        | TBA              |
| 49 | «The Evil Robot Brain»              | TBA              |
| 50 | «The Devil Gantry»                  | TBA              |
| 51 | «The Robot Arsenal»                 | TBA              |
| 52 | «Danger's Dinosaurs»                | TBA              |

## Музыка
Заглавная песня сериала Gigantor была написана Луисом Сингером и Джином Раскином. Кавер-версия, исполненная The Dickies, заняла 72-е место в Великобритании в 1982 году. Она была записана в переиздании 2000 года альбома Dawn of the Dickies Другая кавер-версия этой песни, исполненная группой Helmet, вошла в трибьют-альбом 1995 года Saturday Morning: Cartoons' Greatest Hits, выпущенный Ральфом Саллом для MCA Records.
Дэйв Мастейн, лидер группы Megadeth, организовал хеви-метал фестиваль Gigantour, название которого вдохновлено названием мультфильма.

## Другие версии
- Tetsujin 28-go (1963) — первый чёрно-белый аниме-сериал, созданный на основе сюжета манги. Именно его адаптацией и служит «Гигантор».
- Новые приключения Тецудзин 28 (1980) — аниме-адаптация. Немного изменён стиль персонажей, Сётаро выглядит взрослее. Действие происходит в 21-м веке.
- Tetsujin 28 FX (1992) — сиквел оригинального сериала. Радикально изменён стиль персонажей и робота, главным персонажем становится сын Сётаро, а его друзья — дети ключевых персонажей из оригинальной манги.
- Tetsujin 28 (2004) — цветная аниме-адаптация, действие происходит через 10 лет после Второй мировой войны. Стиль персонажей полностью сохранён в первоначальном виде. Сюжет сильно урезан и сокращён.
- Tetsujin 28 (фильм 2007) — фильм, созданный на основе сюжета манги.